# Rafael Prodanelli
Rafael Prodanelli (1616. − 1647.), hrvatski katolički svećenik, isusovac, među prvim hrvatskim profesorima na inozemnim sveučilištima.